# Маркес, Хосе Антонио (президент)
Хосе Мария Антонио де ла Крус Маркес (исп. José María Antonio de la Cruz Márquez ; 3 марта 1802, Тегусигальпа, Генерал-капитанство Гватемала — 26 марта 1832) — гондурасский политический, государственный и военный деятель, верховный глава государства Гондурас (12 марта 1831—26 марта 1832).

## Биография
Окончил латинскую гимназию. Затем получил военное образование, которое позволило ему выделиться в сражениях в ходе Гражданской войны в Центральной Америке.
В 1825 году был избран депутатом Законодательного собрания — Национального Конгресса, затем в 1829 году был назначен налоговым чиновником города Тегусигальпа, в правительстве генерала Диего Вихиля ему была поручена миссия по подавлению восстаний в разных регионах страны (Оланчо), с которой он успешно справился. Затем был назначен секретарём генерала Франсиско Морасана во время первой кампании в Сальвадоре.
После свержения правительства Дионисио Эрреры полковником  Хосе Хусто Милья, ему удалось противодействовать нападению на Вилья-де-Сан-Антонио недалеко от Комаягуа. 
В 1831 году генерал Хоакин Ривера был провозглашен главой Гондураса, но, поскольку Х. Ривера не выиграл выборы и не занял эту должность, Законодательное собрание (конгресс) назначило 12 марта Хосе Марию Антонио де ла Круса Маркеса главой государства Гондурас.
За время своего правления: создал Национальную военную школу, восстановил доходы от табака, наиболее экспортируемого экономического товара в XIX веке, снял запрет на вывоз золота и серебра из страны, обнародовал Политическую конституцию 1831 года, которая, однако, не вступила в силу.
Скончался на посту верховного главы государства, но за четыре дня до этого предал полномочия Хосе Франсиско Милье Геваро.